# Wysschaja Liga 1970/71
Die Saison 1970/71 der Wysschaja Liga war die 25. Spielzeit der höchsten sowjetischen Eishockeyspielklasse. Den sowjetischen Meistertitel sicherte sich zum insgesamt 16. Mal ZSKA Moskau, während Sibir Nowosibirsk in die zweite Liga abstieg.

## Modus
Die neun Mannschaften der Wysschaja Liga spielten in einer gemeinsamen Hauptrunde fünf Mal gegen jeden Gegner, wodurch die Gesamtzahl der Spiele pro Mannschaft 40 betrug. Die punktbeste Mannschaft wurde Meister, während der Tabellenletzte direkt in die zweite Liga abstieg. Für einen Sieg erhielt jede Mannschaft zwei Punkte, bei einem Unentschieden gab es einen Punkt und bei einer Niederlage null Punkte.

## Hauptrunde
|    | Klub                  | Sp | S  | U | N  | T   | GT  | Punkte |
| -- | --------------------- | -- | -- | - | -- | --- | --- | ------ |
| 1. | ZSKA Moskau           | 40 | 32 | 1 | 7  | 243 | 95  | 65     |
| 2. | Dynamo Moskau         | 40 | 27 | 4 | 9  | 196 | 116 | 58     |
| 3. | SKA Leningrad         | 40 | 24 | 5 | 11 | 159 | 137 | 53     |
| 4. | Spartak Moskau        | 40 | 23 | 5 | 12 | 183 | 144 | 51     |
| 5. | Chimik Woskressensk   | 40 | 20 | 4 | 16 | 163 | 135 | 44     |
| 6. | Krylja Sowetow Moskau | 40 | 16 | 4 | 20 | 125 | 163 | 36     |
| 7. | Torpedo Gorki         | 40 | 9  | 6 | 25 | 129 | 174 | 24     |
| 8. | Traktor Tscheljabinsk | 40 | 10 | 1 | 29 | 111 | 211 | 21     |
| 9. | Sibir Nowosibirsk     | 40 | 2  | 4 | 34 | 99  | 243 | 8      |

Sp = Spiele, S = Siege, U = unentschieden, N = Niederlagen, OTS = Overtime-Siege, OTN = Overtime-Niederlage, SOS = Penalty-Siege, SON = Penalty-Niederlage

## Topscorer
Fett: Saisonbestwert
| Spieler             | Mannschaft          | Tore | Assists | Punkte |
| ------------------- | ------------------- | ---- | ------- | ------ |
| Alexander Malzew    | Dynamo Moskau       | 37   | 20      | 57     |
| Waleri Charlamow    | ZSKA Moskau         | 40   | 11      | 51     |
| Boris Michailow     | ZSKA Moskau         | 32   | 15      | 47     |
| Alexander Martynjuk | Spartak Moskau      | 32   | 14      | 46     |
| Alexander Syrzow    | Chimik Woskressensk | 27   | 13      | 40     |

## Sowjetischer Meister
| Meister ZSKA Moskau | Torhüter: Nikolai Tolstikow, Wladislaw Tretjak Verteidiger: Sergei Gluchow, Alexander Gussew, Wiktor Kuskin, Wladimir Luttschenko, Alexei Nikituschkin, Alexander Ragulin, Igor Romischewski, Gennadi Zygankow Angreifer: Wjatscheslaw Anissin, Juri Blinow, Alexander Bodunow, Waleri Charlamow, Anatoli Firsow, Sergei Glasow, Juri Lebedew, Alexander Medkow, Boris Michailow, Jewgeni Mischakow, Juri Moissejew, Wladimir Petrow, Wiktor Polupanow, Wladimir Popow, Wladimir Smagin, Wladimir Trunow, Waleri Tschekalkin, Wladimir Wikulow, Alexander Woltschkow Cheftrainer: Anatoli Tarassow |